# اچ‌ام‌اس گورگون (۱۸۷۱)
اچ‌ام‌اس گورگون (۱۸۷۱) (به انگلیسی: HMS Gorgon (1871)) یک کشتی بود که طول آن ۲۲۵ فوت (۶۸٫۶ متر) بود. این کشتی در سال ۱۸۷۱ ساخته شد.